# Lars Bern
Lars Anders Vilhelm Bern, född 21 oktober 1942 i Sundsvall, är svensk teknologie doktor, företagsledare, författare och klimatskeptisk samhällsdebattör.

## Biografi
I april 1966 gifte sig Bern med Britt-Marie Ekblad.
Efter civilingenjörsexamen i teknisk fysik vid Chalmers disputerade han 1976 vid samma lärosäte för teknologie doktorsexamen på en avhandling rörande matematisk modellering av rapsoljehydrering. Han har också arbetat på Volvo med utveckling av alternativa drivmedel.
Han blev 2015 ledamot av Stiftelsen Svenska Dagbladet, som är minoritetsdelägare i Svenska Dagbladet, och av Ingenjörsvetenskapsakademien 1988. Han var tidigare VD i Svensk Metanolutveckling (Volvo), Ångpanneföreningen, Incentive och IVL Svenska Miljöinstitutet samt ledamot av Vetenskapsakademiens miljökommitté (1994–1996). Han har även varit vice ordförande i Cancerfonden och ordförande i Det Naturliga Stegets Miljöinstitut.

### Debattör
Bern driver en blogg under namnet Anthropocene.live som behandlar frågor rörande miljö och hälsa samt geopolitiska frågeställningar, med drygt 10 000 besökare per dygn[när?]. Hans blogg är ofta citerad i den pseudovetenskapliga och proryska nättidningen Newsvoice och andra likartade fora. Tidningen Expo beskriver Bern som den "pro-ryska konspirationsteoretikern". Han har skrivit debattartiklar i bland annat Dagens Nyheter och Svenska Dagbladet och 2014 utgav Bern en kritisk bok om svenska företags flytt till andra länder. Han medverkar regelbundet i Swebbtv.
Bern har också skrivit boken Den metabola pandemin, där han diskuterar hur det höga kolhydratintaget och socker förorsakar en rad metabola sjukdomar som, enligt honom, leder till 40 miljoner förtida dödsfall per år i världen. Han kritiserar även den lipidsänkande läkemedelsklassen statiner, som används av ungefär tio procent av Sveriges vuxna befolkning. Bern påstår att medicinen ger svåra biverkningar, vilket, enligt FASS, sker endast i sällsynta fall. Bern anser vidare att man bör äta färre kolhydrater och mer naturligt mättat fett. 2017 tog Bern initiativet till bildandet av Riksföreningen för metabol hälsa som verkar för en kosthållning med minskat intag av kolhydrater och vegetabiliska oljor.
Bern är en skeptiker till vaccination och anser att den ofta gör mer skada än nytta och menar att fallen med narkolepsi till följd av vaccineringarna i samband med H1N1-utbrottet 2009 är ett exempel. Bern gör gällande att vaccinindustrin investerar i lobbying och styr forskare att genom forskningsfusk dra för industrin gynnsamma slutsatser i syfte att öka behovet.

### Miljöpolitiskt engagemang
Bern är klimatskeptiker och han hävdar att det inte finns något signifikant orsakssamband mellan förhöjd koldioxidhalt och eventuella klimatförändringar samt att uppvärmningen under 1900-talet inte ger anledning till oro, oavsett orsakerna. Han har fått stark kritik för sina åsikter. I en debattartikel menar Lars Bern att han aldrig förnekat klimatförändringar men att han snarare förhållit sig skeptisk till klimatalarmism och att detta är en del av den globala planen "för ökad överstatlig global maktutövning". Bern har anlitats i processen att utforma Sverigedemokraternas miljöpolitik och har hållit föredrag för partiet om sin syn på vad han kallar för klimatalarmismen.
Bern är en av de svenska undertecknarna av ett upprop publicerat 2019 från Climate Intelligence (CLINTEL) med rubriken "Det finns ingen klimatkris", och som starkt motsätter sig "den skadliga och orealistiska CO₂-nollpolitiken som föreslagits för 2050".